# Pince universelle

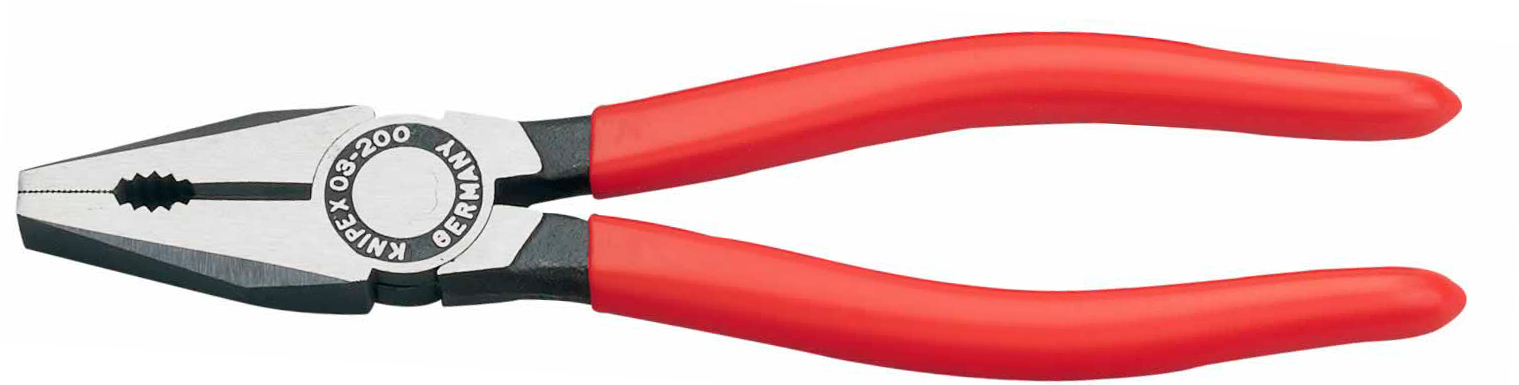
Knipex 03 01 200.

La pince universelle est un outil à main qui sert à des fonctions différentes.
Elle s'utilise :
- comme pince plate : sert à serrer deux objets. pour le tirage, le maintien et le travail du conducteur ;
- comme  pince coupante : sert à couper quelque chose pour sectionner des fils, des petits clous… ;
- comme pince de serrage : sert à serrer ensemble des objets temporairement pour le maintien de fils, de câbles, de tubes, de pièces à souder ; elle est déconseillée pour serrer un écrou car elle peut l'endommager (en fonction du métal de l'écrou s'il est plus tendre ; par exemple un écrou de radiateur) ;
- comme tenaille : pour enlever des clous, des attaches…

Les branches de la pince peuvent être gainées avec une couche en plastique ou avec des gaines en plastique moulées par injection.